# Żupan

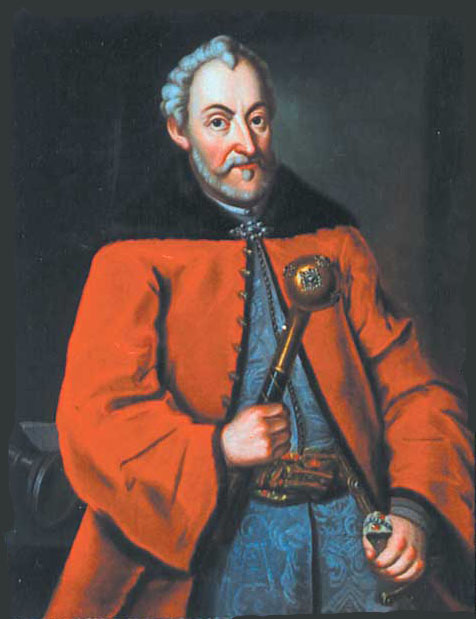
Ông Jan Zamoyski (1542-1605) mặc một chiếc delia đỏ thẫm bên ngoài chiếc żupan màu xanh bằng lụa được thắt bằng chiếc thắt lưng kontusz. Tay phải cầm một chiếc buława.

Żupan (phát âm tiếng Ba Lan: [ˈʐupan]; tiếng Litva: žiponas; tiếng Séc: župan; tiếng Slovakia: župan; tiếng Hungary: kabát; tiếng Belarus & tiếng Ukraina: жупан) là một loại áo mặc bên trong có nguồn gốc từ Thổ Nhĩ Kỳ và thường được mặc bởi nam giới tầng lớp quý tộc của nhà nước Thịnh vượng chung Ba Lan – Litva và bởi những người Cossacks Ukraina. Đây là một loại trang phục dành cho nam rất thông dụng của giới thượng lưu Ba Lan và người Ukrainia Cossacks ở vùng Hetmenate trong giai đoạn cuối thế kỷ 16 tới nửa đầu thế kỷ 18. Nó cũng xuất hiện nhiều ở Nga vào nửa cuối thế kỷ 17.

## Sự phát triển
Trong thế kỷ thứ 16, żupan là một trang phục của nam giới phổ biến, có thể thấy żupan xuất hiện ở hầu hết các vùng đất thuộc sự cai trị của Vương quốc Ba Lan và Đại công quốc Litva (sau năm 1569 thì là nhà nước Thịnh vượng chung Ba Lan – Litva). Nam giới ở tất cả các tầng lớp đều có thể sử dụng áo żupan. Tuy nhiên, những chiếc áo żupan đắt đỏ và có màu sắc đẹp nhất chỉ có giới quý tộc szlachta mới có đủ điều kiện để mua và sử dụng, trong khi nam giới ở các giai cấp thấp hơn mặc những chiếc żupan có màu sắc kém nổi bật với chất lượng kém hơn do những phân biệt giai cấp hoặc/và do giá của chúng quá cao.
Chiếc áo żupan đầu tiên xuất hiện từ tận năm 1393 tuy nhiên sau đó khá lâu, tới tận thế kỷ thứ 16, nó mới dần dần trở thành trang phục truyền thống của nam giới tại Ba Lan và Litva. Ban đầu chỉ được có giới quý tộc mới mặc żupan, nhưng sau đó các tầng lớp khác dần dần cũng đã sở hữu những chiếc áo này.
Żupan là chiếc áo dài mặc bên trong, phía trước có một hàng cúc, từ những năm 1570, áo żupan còn có thêm phần cổ áo. Thiết kế áo không có nhiều sự thay đổi trong quá trình phát triển, tuy nhiên sự thay đổi xuất hiện ở kích cỡ áo, các đường may của cổ áo và loại vải được sử dụng để sản xuất. Ban đầu żupan được mặc như một chiếc áo khoác, chúng được làm bằng vải cứng hoặc len, có một lớp lông thú lót bên trong và khi mặc kèm theo một chiếc thắt lưng để đeo gươm. Dần sau đó áo żupan mới trở nên mỏng và nhẹ hơn và được mặc bên trong, bên ngoài là áo kontusz (hoặc một loại áo khoác khác), thắt lưng đi kèm với áo żupan sau đó cũng trở nên sặc sỡ hơn và dần trở thành chiếc thắt lưng đi kèm với áo choàng kontusz được gọi là pas kontuszowy. Trong khi những nam giới quý tộc hạ lưu và những giai cấp thấp hơn vẫn thường mặc żupan làm lớp áo khoác ngoài thì giới thượng lưu mặc nó bên trong, bên ngoài là lớp áo choàng kontusz cùng với những phụ kiện khác để thể hiện đẳng cấp giai cấp.
Từ cuối thể kỷ 17, żupan gần như chỉ được mặc ở sau lớp áo choàng kontusz chứ không còn được mặc ngoài như một chiếc áo khoác nữa. Sự kết hợp żupan, kontusz (hoặc một loại áo choàng khác) kèm với thắt lưng kontuszowy sau đó trở thành loại trang phục điển hình của người dân Ba Lan cho tới giữa thế kỷ 19 khi văn hóa và trang phục tây phương hiện đại bắt đầu phát triển.

## Hình ảnh

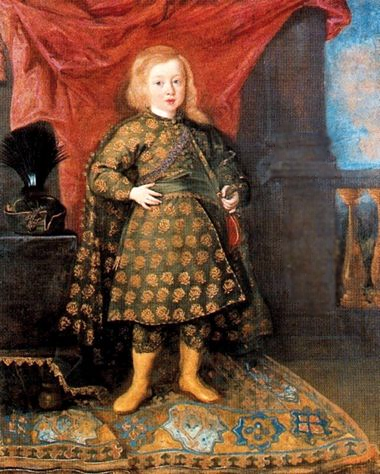
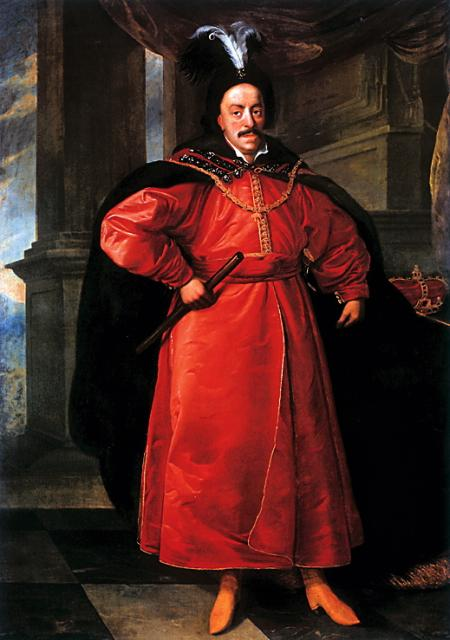
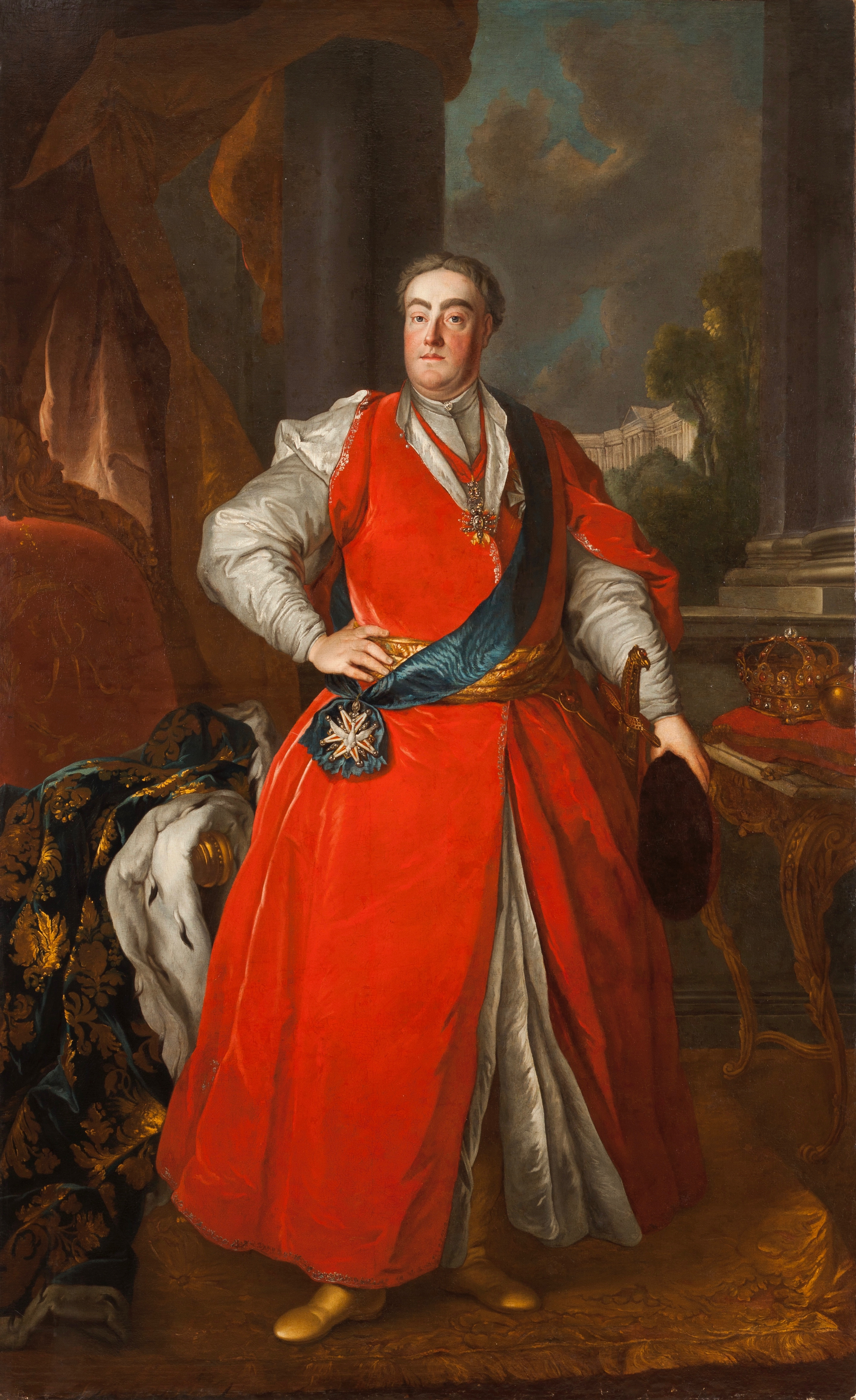
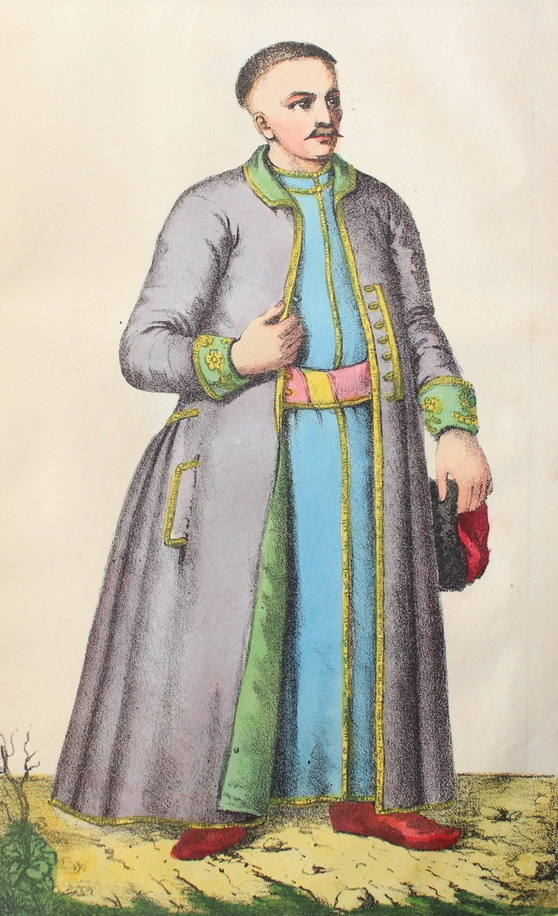
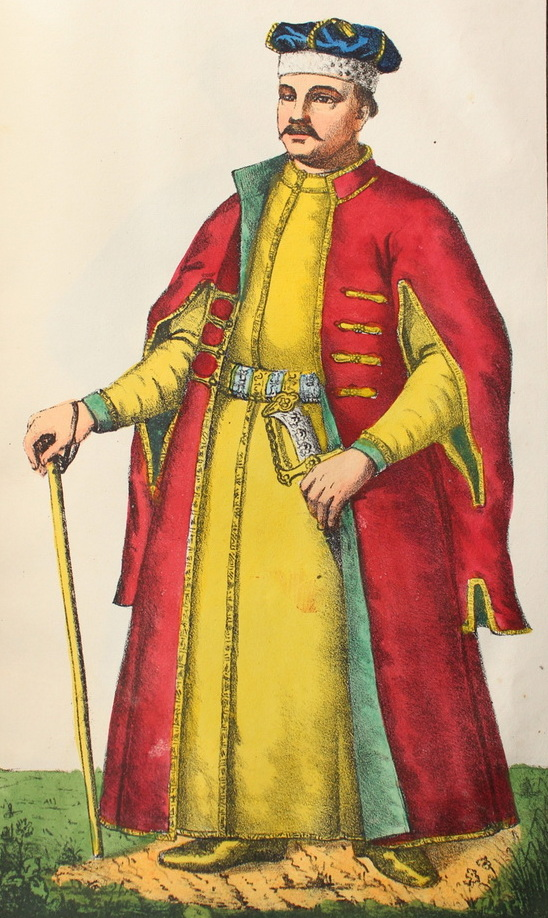